# 浦賀商友会
浦賀商友会（うらがしょうゆうかい、URAGA SHOPPING CENTER PROMOTION ASSOCIATION）とは、神奈川県横須賀市浦賀にある商店街である。京浜急行電鉄本線浦賀駅の駅前に栄える。

## 概説
浦賀駅周辺と東浦賀で営業する大小70店舗余りが商友会に加盟している。浦賀は江戸時代より続く港町である。幕末には黒船来航や咸臨丸の出航などの歴史的事件も起こった。また1853年（嘉永6年）に江戸幕府が浦賀造船所を設置して以降は造船の街としても栄えた。
現在の浦賀は、高度成長期頃から宅地開発が行われ京浜地域へのベッドタウン化が進み人口が増大した。しかし2003年（平成15年）には町の主幹産業であった浦賀ドックが閉鎖。さらに周辺地域には大型小売店舗が相次いで進出したために、商店街は苦境に立たされている。商店街は振興のため浦賀みなと祭りや叶神社例大祭などの浦賀の街の祭礼に合わせた商店街の催し物、クーポン券の配布などの試みを行い地元に根差した町づくりを行っている。

## 周辺施設
浦賀の項目も参照せよ。

### 交通
- 京浜急行電鉄京急本線浦賀駅 - 直結

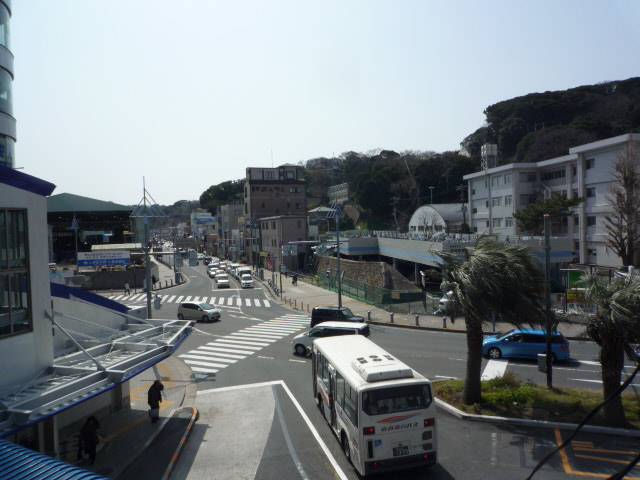
浦賀駅前の光景（2010年）

  - 駅のバスターミナルからは京急久里浜駅・観音崎方面へ京急バスが発着する。
- 横浜横須賀道路 - 浦賀インターチェンジ
- 神奈川県道208号浦賀港線
- 神奈川県道209号観音崎環状線
- 神奈川県道210号浦賀港久里浜停車場線
- 浦賀港
- 鴨居漁港

### 史跡
- 浦賀ドック跡
- 浦賀の渡し船（横須賀市道2073号）
- 叶神社（東叶神社・西叶神社）
- 浦賀城（戦国時代の山城）
- 為朝神社
- 走水神社
- 浦賀奉行所跡

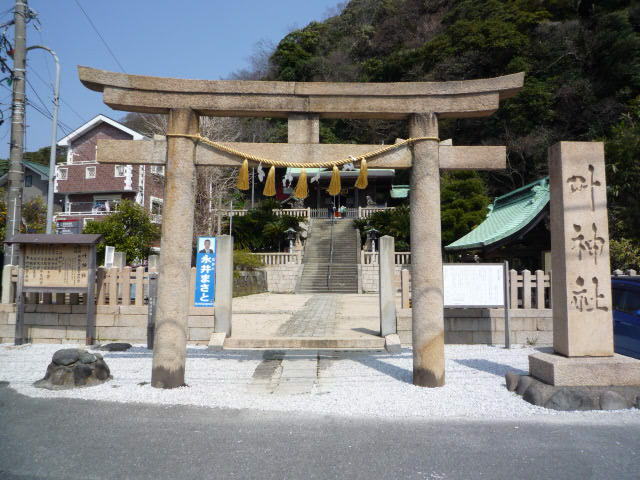
東叶神社（2010年）

- 東林寺（浦賀奉行与力中島三郎助の墓がある）
- 陸軍桟橋
  - 浦賀港引揚記念の碑
- 燈明堂（観音埼灯台が建設される前に浦賀水道を照らしていた。）

### 公共施設
- 浦賀病院
- 横須賀南警察署
- 横須賀市立浦賀中学校
- 横須賀市立浦賀小学校